# Bangar
Bangar (Bayan ng Bangar) är en kommun i Filippinerna. Kommunen ligger på ön Luzon, och tillhör provinsen La Union. Folkmängden uppgår till 35 947 invånare år 2015.
Bangar är indelat i 33 barangayer.